# Struble (Iowa)
Struble es una ciudad ubicada en el condado de Plymouth en el estado estadounidense de Iowa. En el Censo de 2010 tenía una población de 78 habitantes y una densidad poblacional de 194,3 personas por km².

## Geografía
Struble se encuentra ubicada en las coordenadas 42°53′40″N 96°11′41″O / 42.89444, -96.19472. Según la Oficina del Censo de los Estados Unidos, Struble tiene una superficie total de 0.4 km², de la cual 0.4 km² corresponden a tierra firme y (0%) 0 km² es agua.

## Demografía
Según el censo de 2010, había 78 personas residiendo en Struble. La densidad de población era de 194,3 hab./km². De los 78 habitantes, Struble estaba compuesto por el 84.62% blancos, el 0% eran afroamericanos, el 0% eran amerindios, el 0% eran asiáticos, el 0% eran isleños del Pacífico, el 10.26% eran de otras razas y el 5.13% pertenecían a dos o más razas. Del total de la población el 14.1% eran hispanos o latinos de cualquier raza.